# Правда Беслана
 «Правда Беслана»  — интернет-сайт, созданный политтехнологом Мариной Литвинович для размещения материалов, связанных с расследованием обстоятельств теракта в Беслане.

## Предыстория
Утром 1 сентября 2004 года террористы захватили заложников в школе № 1 города Беслана во время торжественной линейки, посвящённой началу учебного года. В течение двух с половиной дней террористы удерживали в заминированном здании 1128 заложников (преимущественно детей, их родителей и сотрудников школы) в тяжелейших условиях, отказывая людям даже в удовлетворении минимальных естественных потребностей.
На третий день около 13:05 в школьном спортзале произошли взрывы, и позже возник пожар, в результате чего произошло частичное обрушение здания. После первых взрывов заложники начали выбегать из школы, и силами Центра специального назначения Федеральной службы безопасности (ЦСН ФСБ) был предпринят штурм. Во время хаотичной перестрелки, в том числе с участием гражданских лиц, пользовавшихся личным оружием, было убито 28 террористов (трое, включая одну из смертниц, погибли в период с 1 по 2 сентября). Единственный взятый живым террорист, Нурпаша Кулаев, был арестован и впоследствии приговорён судом к пожизненному заключению.

## История создания
Сайт был создан Мариной Литвинович в июле 2005 года для сбора фактических материалов, связанных с трагедией в Беслане.

## Содержание
На сайте размещены полные стенограммы судебного процесса над единственным сдавшимся террористом Нурпаши Кулаевым, частично — стенограммы заседаний суда над милиционерами Правобережного РОВД, заявления комитетов «Матери Беслана» и «Голос Беслана», интервью с должностными лицами и экспертами и другие материалы, связанные с расследованием обстоятельств теракта.

## Блокировка
В августе 2014 года «Ростелеком» заблокировал доступ к сайту из ряда регионов России. Автор проекта связывает блокировку «с активностью кампании „Помни Беслан“, которую гражданские активисты развернули в преддверии Дня памяти, приуроченного к 10-летию штурма школы в Северной Осетии».
В 2019 году с сайта по требованию Роскомнадзора были удалены изображения ксерокопий записок террористов. Эти документы оглашались в ходе уголовного суда, но их распространение в интернете запрещено по решению московского суда от 2011 года.